# Краснова-Гусаченко, Тамара Ивановна
Тамара Ивановна Краснова-Гусаченко (1 апреля 1948, Щепятино, Брасовский район, Брянская область) — поэт, прозаик, публицист, член Союзов писателей Беларуси, Союзного государства, Союза российских писателей. Заслуженный деятель культуры Республики Беларусь (2024).

## Биография
Отец — Рудаков Иван Антонович, председатель колхоза имени Э. Тельмана, мать — Рудакова Александра Даниловна, заведующая Щепятинской начальной школой.
В 1954 пошла в первый класс Щепятинской начальной школы. В 1959—1965 училась в Турищевской семилетней школе, Локотской восьмилетней № 2, Локотской средней № 1 и Брянской средней № 9 школах.
1960 — первые публикации в газете «Брассовский коммунар». 1965 — начало публикаций стихов в областных и районных газетах: «Брасовский коммунар», «Брянский комсомолец», «Брянский рабочий». В 1966—1970 училась в Московском автотранспортном техникуме (Брянский филиал, вечерний факультет) по специальности «Эксплуатация автомобильного транспорта»; работала корреспондентом редакции областной многотиражной газеты «Автомобилист». В 1970—1974 работала методистом, потом завучем Брянского филиала Московского автотранспортного техникума; училась в Брянском государственном педагогическом институте (филологический факультет), который окончила в 1978 году.
В 1974 переехала вместе с семьей на постоянное место жительства в г. Витебск; работала корреспондентом областного радио и телевидения. В 1974—1982 — председатель Железнодорожного райкома профсоюза работников просвещения, Высшей школы и научных учреждений, инспектор Железнодорожного РОНО г. Витебска. В 1982—1997 работала заведующей государственного специализированного учреждения для детей с тяжёлыми нарушениями речи; получила второе высшее образование по специальности логопедия в Минском государственном педагогическом институте, который окончила в 1986 году. В 1998—2005 — на творческой работе. На общественных началах создала городское литературное объединение «Ратуша» на базе центральной городской детской библиотеки имени А. П. Гайдара.
- В 1998—1999 была подготовлена к изданию и издана первая книга стихотворений «На одном дыхании», Витебская областная типография, 1999 г., 1000 экз.
- В 1999—2000 подготовила и издала книгу стихов «Отпусти меня, боль…», 1999 г., 450 экз.
- В 2002 издана книга стихов «И…слезы первые любви», Минск, «Технопринт», 200 экз.; книга стала лауреатом V Всебелорусского фестиваля национальных культур «Нас з’яднала зямля Беларусі»; принята в Союз Российских писателей.
- В 2003 издана книга стихов «Посреди зимы»; Гран При Всероссийского фестиваля искусств «С Россией в сердце», проходившего в г. Смоленске.
- В 2003 — подборка стихов «Антология: современная русская поэзия Беларуси. Лучшие поэты 20-21 века», Минск, «Технопринт», 500 экз.
- В 2004 издана книга стихов «Золотая капля», Минск, 500 экз., «Технопринт»: книга стала лауреатом Международной литературной премии имени Симеона Полоцкого.
- 2004 — большая подборка стихотворений «Современная русская поэзия Беларуси» вошла в Антологию «Современное русское зарубежье», первый том, вторая книга, стр. 398—406, тираж 1 000 экз.
- 2005 — избрана председателем Витебского областного отделения общественного объединения «Союз писателей Беларуси». Издана книга стихов «Сложнее жизни», Минск, «Технопринт» 500 экз.
- 2006 — издана книга стихов «Я пришла…», Минск, «Мастацкая литартура», 1 700 экз.; награждена Памятной медалью имени Мусы Джалиля «За мужество в литературе».
- 2007 — издана книга стихов «Осень молодая», Минск, «Мастацкая литаратура», 1 500 экз.; книга стала лауреатом Республиканского конкурса «Лучшая книга года», за литературное творчество удостоена государственной награды, медали Франциска Скорины.
- 2007 — литературный альманах Академии Российской литературы «Московский Парнас» № 4, Москва, агентство «Московский Парнас», стр. 95-98.
- 2007 — «Я вижу сны на русском языке». Вып.2, «Россотрудничество», 500 экз., стр.20-27.
- 2007 — подборка стихов вошла в литературный альманах по итогам II Международного фестиваля русской поэзии в Республике Беларусь «Созвучье слов живых — 2007», Брест, «Альтернатива», 300 экз.
- 2008 — подготовлены и изданы собрания сочинений в двух томах «Спас», Витебск, 1 500 экз — том 1, и 1 500 экз. — том.2.
- 2008 Стала Почетным Членом Союза писателей Беларуси.
- 2009 — за книги двухтомника «Спас» стала Лауреатом Всероссийской литературной премии имени Ф. И. Тютчева «Русский путь», удостоена почетного знака и золотой медали «Тютчевъ».
- 2009 — был издан областной альманах «Дзвіна: Віцебшчына літаратурная» /рэдактар-укладальнік і сааўтар Тамара Краснова-Гусачэнка, Віцебск, Віцебская абласная друкарня, 500 экз.
- 2009 — подборка стихов вошла в литературный альманах по итогам III Международного фестиваля русской поэзии в Республике Беларусь «Созвучье слов живых» — 2009", Брест, «Альтернатива», 316 экз.
- 2009 — издана книга «Где же солнышко ночует?», стихи для детей, Минск, изд-во «ЛИМ», 1500 экз. (стала лауреатом Республиканского конкурса «Лучшая книга года»).
- 2009 — вышла книга — сборник автобиографий известных писателей Беларуси «З розных сцяжын», Мінск, «Літаратура і мастацтва», 2000 экз., художественная автобиография Тамары Красновой-Гусаченко, стр. 167—177.
- 2010 — соавтор коллективного сборника «Вокзал», Минск, «Нова-Принт», 200 экз.
- 2010 — подборка стихов вошла в серию издания, осуществленного по заказу Министерства информации РБ «Исповедь»: русскоязычная поэзия Беларуси (конец 20 начало 21 века): для старшего школьного возраста, Минск, изд-во "Белорусская энциклопедия им. Петруся Бровки, серия «Школьная библиотека», 18519 экз. стр.133-160.
- 2010 — подготовлена и издана книга избранных и новых стихотворений «Белое пламя листа», Минск, серия «Библиотека Союза писателей Беларуси», 1 000 экз. Стала лауреатом литературной премии им. Владимира Короткевича.
- 2010 — подготовлена и издана книга стихов для детей «Край родной, любимый!», Минск, «Народная асвета», 3 000 экз.
- 2010 — подборка стихов вошла в альманах «И помнит мир спасенный», посвященный 65-летию Великой Победы, Москва, рунет1000 экз.стр. 28-31
- 2011 — Вышла книга стихов для детей «С добрым утром», Минск, «Народная асвета», 3 000 экз.
- 2011 — подготовлена и издана книга — трилогия «У света тени нет», поэзия, проза, Минск, «Четыре четверти», 700 экз., которая стала лауреатом конкурса «Золотое перо» в номинации «Славянское единство» на Международном конкурсе поэзии «Славянское братство». Книга вошла в лонг — лист, победив в полуфинале Международного конкурса поэзии «Золотой Дельвиг».
- 2012 — книга «У света тени нет» стала лауреатом литературной премии им. Петруся Бровки в номинации «Поэзия».
- 2012 — подготовлен и издан сборник стихов для детей "Умная книга для умных детей, Москва-Архангельск, 1 000 экз.
- 2012 — подготовлена и издана книга для детей «Робинзоны из Придвинья», Минск, "Изд-во «Літаратура і мастацтва», 1 100 экз.
- 2012 — стала Лауреатом Международной литературной премии «Прохоровское поле» за стихотворения о ВОВ, опубликованные в книгах «Спас», «Белое пламя листа» и «У света тени нет», и подборки в журналах «Наш современник».
- 2012 — подборка стихов победителей IV Международного фестиваля русской поэзии в Республике Беларусь «Созвучье слов живых», Брест, «Альтернатива», 300 экз., стр. 105—116.
- 2013 — подборка стихов вошла в сборник произведений писателей Беларуси и России «Звездный Родник», Минск, «Звязда», 1100 экз., стр. 203 −209.
- 2013 г. (27.03) — решением Витебского городского Совета депутатов принят Гимн города Витебска на слова Тамары Красновой-Гусаченко, музыка Александра Раузо.
- 2014 — подготовлен и издан сборник стихов для детей «Эта книга детям обо всём на свете», Минск, «Звязда», 1100 экз.
- 2014 — подготовлена и издана книга поэзии «Встреча», Минск, изд-во «Белорусская энциклопедия имени Петруся Бровки», 2270 экз. Книга стала лауреатом Первой национальной литературной премии в номинации «Лепшы твор паэзіі» за 2014 г.
- 2015 — написана и издана сказка для детей «новогодние приключения Маруси», Минск, «Звязда», 1000 экз.
- 2016 — подготовлена и издана книга прозы «Жизнь — моя молитва», Минск, «Белорусская энциклопедия имени Петруся Бровки», 700 экз.
- 2016 — «Разам з Радзімай: песні беларускіх кампазітараў і паэтаў». Па заказу Міністэрства інфармацыі РБ, Мінск, «Народная асвета», 2300 экз., куда вошли песни на стихи Тамары Красновой-Гусаченко.
- 2017 — вышел альманах «Дзвіна: Віцебшчына літаратурная» /рэд.-укладальнік і сааўтар Тамара Краснова-Гусачэнка, Віцебск, Віцебская абласная друкарня, 200 экз.
- 2017 — подготовлен и издан сборник избранных и новых стихотворений для детей «Детский мир», Минск, изд-во «Колорград» — 500 экз. Книга стала Лауреатом литературной премии имени «Петруся Бровки» в номинации «Детская литература», включена в программу внеклассного чтения в СШ Беларуси.
- 2018 — вышел сборник стихотворений для детей «Детский мир» дополнение, Минск, изд-во «Колорград» — 50 экз.
- 2018 — издан библиографический указатель творчества Т. Красновой-Гусаченко «Душа — гениальная форма спасенья…», ГУ «Витебская областная библиотека им. В. И. Ленина», Витебск, 25 экз.
- 2018 — издана книга «Со мною вечность говорит», Минск, «Колоград», 2018 г.
- 2019 — подготовлена и издана книга «Будем жить. Избранные произведения», Минск, "Издательство «Белорусская энциклопедия имени П.Бровки», 1000 экз.
- 2019 — подборка стихов Т. Красновой-Гусаченко (с.146-157) вошла в специальный выпуск литературного альманаха «День литературы», Москва, изд-во АНО РИД «Российский писатель»

## Награды. Литературные премии
- 2003 — лауреат III Литературного республиканского фестиваля «Нас з’яднала зямля Беларусі».
- 2004 — лауреат Международной литературной премии имени Симеона Полоцкого.
- 2004 — лауреат Первой премии (Гран-При) I Всероссийского фестиваля народных искусств «С Россией в сердце» (Смоленск).
- 2005 — лауреат V Республиканского фестиваля национальных искусств «Нас з’яднала зямля Беларусі».
- 2006 — победитель Международного конкурса поэзии «Я ни с кем никогда не расстанусь» (Москва).
- 2006 — лауреат III Международного молодёжного православного фестиваля «Небо славян».
- 2006 — награждена медалью им. Мусы Джалиля «За мужество в литературе» (Министерство культуры и Союз писателей России. Москва).
- 2007 — Государственная награда Республики Беларусь — медаль Франциска Скорины.
- 2007 — лауреат Республиканского конкурса «Лучшая книга года» за книгу «Осень молодая».
- 2008 — Почетная грамота Витебского облисполкома.
- 2008 — звание «Почетный член Союза писателей Беларуси».
- 2009 — лауреат Всероссийской литературной премии им. Ф. И. Тютчева «Русский путь». Награждена Золотой медалью им. Ф. И. Тютчева и Почетным знаком "Золотое перо «Тютчевъ» Овстуг. Усадьба-музей Ф. И. Тютчева (Россия).
- 2009 — лауреат Республиканского литературного конкурса «Лучшая книга года» за книгу «Где же солнышко ночует?».
- 2010 — награждена памятной медалью в честь 10-летия подписания договора о создании Союзного государства «За безупречную службу».
- 2010 — лауреат Республиканского литературного конкурса, 2-е место в конкурсе «Лучшая книга года» в номинации детская литература (Хойники).
- 2010 — лауреат литературной премии им. В. Короткевича.
- 2010 — победитель Международного конкурса поэзии «И помнит мир спасенный…», посвященного 65-летию Великой Победы (Москва).
- 2010 — награждена медалью им. А. Грибоедова (Москва).
- 2011 — «Золотое перо» в номинации «Славянское единство» на Международном конкурсе поэзии «Славянское братство».
- 2011 — «Человек года Витебщины — 2011».
- 2012 — международная литературная премия «Прохоровское поле»[1].
- 2013 — лауреат литературной премии им. П. Бровки за книгу «У света тени нет» в номинации «Поэзия».
- 2013 — награждена медалью «За вялікі ўклад у літаратуру» Республиканского общественного объединения «Союз писателей Беларуси».
- 2013 — Ганаровая грамата Савета Міністраў Рэспублікі Беларусь «За значны творчы ўклад у беларускую літаратуру і актыўны ўдзел у грамадскім жыцці».
- 2013 — Ганаровая грамата Віцебскага абласнога выканаўчага камітэта «За значны асабісты ўклад у развіццё і прапаганду беларускай літаратуры і мастацтва».
- 2013 — Ганаровая грамата упраўлення культуры Віцебскага абласнога выканаўчага камітета «За плённае супрацоўніцтва і значны уклад у культурнае жыццё Віцебскай вобласці».
- 2015 — лауреат Первой Национальной литературной премии Беларуси в номинации «Поэзия»[2].
- 2015 — победитель литературного конкурса Союза писателей Беларуси, посвященного 70-летию освобождения Беларуси от немецко-фашистских захватчиков и 70-летию Великой Победы.
- 2017 — лауреат литературной премии имени Петруся Бровки за книгу «Детский мир» в номинации «Литература для детей»[3].
- 2018 — победитель международного литературного конкурса «С мечтой о белом пароходе», посвященного 90-летию Чингиза Айтматова, в номинации «Проза»[4].
- 2018 — Государственная награда — Орден Франциска Скорины
- 2019 — почетное звание «Витебчанин года»[5].
- 2024 — Заслуженный деятель культуры Республики Беларусь[6].

## Произведения
Автор 25 книг поэзии и прозы:
1. «На одном дыхании», «Витебская областная типография», 1999 г., 1000 экз.;
2. «Отпусти меня боль», «Витебская областная типография», 2000 г., 450 экз.;
3. «И… слёзы первые любви», г. Минск, «Технопринт», 2002 г., 200 экз.;
4. «Посреди зимы», г. Минск, «Технопринт», 2003 г., 500 экз.;
5. «Золотая капля», г. Минск, «Технопринт», 2004 г., 500 экз.;
6. «Сложнее жизни», г. Минск, «Технопринт», 2005 г., 300 экз.;
7. «Я пришла…» г. Минск, изд-во «Мастацкая литература» 2006 г., 1700 экз.;
8. «Осень молодая», Минск, «Мастацкая литература», 2007 г., 1500 экз.;
9. «Спас»: собрание сочинений, том. 1, «Витебская областная типография», 2008 г., 1500 экз.;
10. «Спас»: собрание сочинений том 2, «Витебская областная типография», 2008 г., 1500 экз.;
11. «Где же солнышко ночует»: стихи для детей, Минск, изд-во «ЛіМ», 2009 г., 1500 экз.;
12. «Белое пламя листа», избранное, Минск, изд-во «Харвест», серия «Библиотека Союза писателей Беларуси», 2010 г., 1000 экз.;
13. «Край родной, любимый», стихотворения для детей дошкольного и младшего школьного возраста, Минск, изд-во «Народная асвета», 2010 г., 3000 экз.;
14. «С добрым утром», стихи для детей дошкольного и младшего школьного возраста, Минск, «Народная асвета», 2011 г., 3000 экз.;
15. «У света тени нет» — трилогия, стихи, проза, издательство «Четыре четверти», 2011 г., 700 экз.;
16. «Умная книга для умных детей», стихи для детей, изд-во «Москва- Архангельск», 2012 г., 1000 экз.;
17. «Робинзоны из Придвинья», сказка-приключение для детей младшего возраста, издательство «Літаратура и мастацтва», Минск, 2012 г., 1100 экз.;
18. «Эта книга детям обо всём на свете», Минск, «Звязда», 2014 г., 1100 экз.;
19. «Встреча», Минск, издательство «Белорусская энциклопедия имени Петруся Бровки», 2014 г., 2270 экз.;
20. «Новогодние приключения Маруси», Минск, «Звязда», 2015 г., 1000 экз.;
21. «Жизнь — моя молитва», Минск, «Белорусская энциклопедия имени Петруся Бровки», 2016 г., 700 экз.
22. «Детский мир», Минск, «Колорград», 2017 г., август, 500 экз.
23. «Детский мир» с изменениями и дополнениями, Минск, «Колорград», 2018 г., 50 экз.
24. «Со мною вечность говорит», Минск, «Колорград», 2018 г.
25. «Будем жить. Избранные произведения», Минск, "Издательство «Белорусская энциклопедия имени П. Бровки», 2019 г.

Поэтические подборки публиковались в литературных журналах и альманахах Союзного государства, РФ и Беларуси: "Белая Вежа, "Союзное государство; "Наш современник, «Академия поэзии», «Нева», «Лад», «Братина», «Всерусский соборъ», «Южная звезда», «Пересвет», «Великоросъ», «Невский альманах», «Литературная газета», «Неман», «Полымя», «Немига литературная», антологиях «Современная русская поэзия Беларуси», «Исповедь», «Звёздный родник», «Разам с Радзiмай», «Современное русское зарубежье», «Я вижу сны на русском языке», «И помнит мир спасённый» и др.
Автор многих публикаций в средствах массовой информации России на темы единения народов Беларуси и России и возрождения единого культурного пространства.